# Chegada do Bispo Antonio do Desterro Malheyro (panfleto)
Relaçaõ da Entrada que fez o Excelentíssimo, e Reverendíssimo Senhor D. Fr. Antonio do Desterro Malheyro, Bispo do Rio de Janeiro, em o primeiro dia deste presente Anno de 1747, havendo sido seis Annos Bispo do Reyno de Angola, donde por nomiação de sua Magestade, e Bulla Pontificia, foy promovido para esta Diocesi. é um folheto de 1747 escrito por Luís Antonio Rosado da Cunha. A obra, impressa no Rio de Janeiro, é considerada a primeira publicação impressa no Brasil , conta a chegada do bispo Antonio do Desterro Malheyro ao país e foi editado por António Isidoro da Fonseca.